# Subprefettura di Perus
La Subprefettura di Perus è una subprefettura (subprefeitura) della zona nord-occidentale della città di San Paolo in Brasile, situata nella zona amministrativa Nordovest.

## Distretti
- Anhanguera
- Perus